# Institut polaire français Paul-Émile Victor

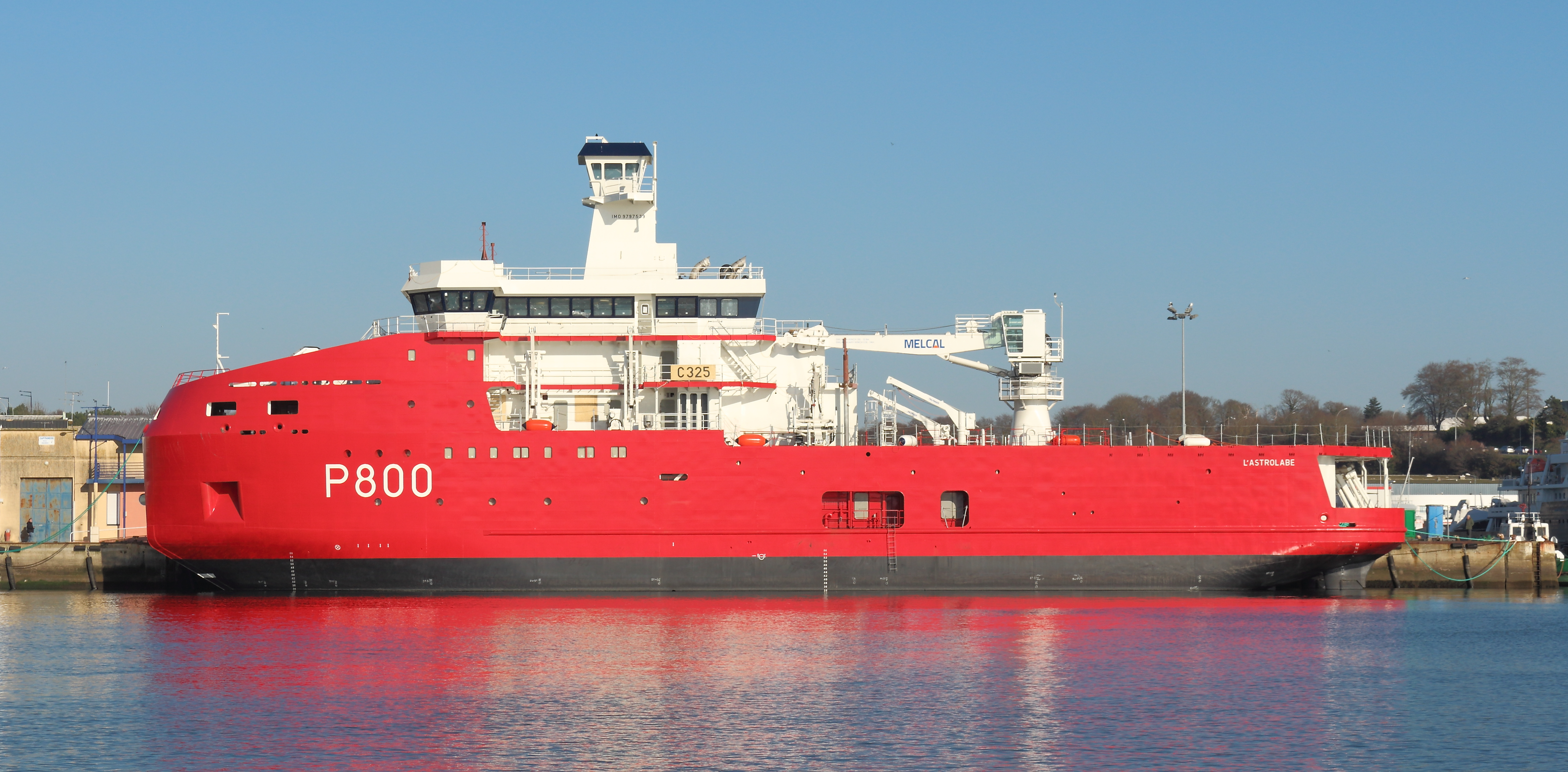
Astrolabe, Institut polaire français Paul-Émile Victors logistikfartyg

Institut polaire français Paul-Émile Victor (IPEV) är ett franskt polarforskningsinstitut. I likhet med sin svenska motsvarighet Polarforskningssekretariatet är IPEV inte en organisation med egen forskningsverksamhet, utan en organisation som samordnar och främjar polarforskningen. IPEV driver forskningsstationer i både Arktis och Antarktis, och har även två forskningsskepp. Institutet är uppkallat efter Paul-Émile Victor. Det har sitt huvudkontor i Plouzané i Bretagne.

## Forskningsstationer
Institut polaire français Paul-Émile Victor driver ett antal forskningsbaser som är tillgängliga för franska forskare:
- Den tysk-franska forskningsstationen AWIPEV i Ny-Ålesund i Svalbard, inklusive Forskningsstationen Jean Corbel vid Kongsfjorden på Brøggerhalvön nära Ny-Ålesund
- Port-aux-Francais på Kerguelen i södra Indiska oceanen
- Alfred-Faure på Crozetöarna i södra Indiska oceanen
- Martin-de-Viviès på Amsterdamön  i södra Indiska oceanen
- Dumont d'Urville på île des Pétrels i Adélieland
- Concordia på Antarktisplatån (tillsammans med Italien)

## Fartyg
- Marion Dufresne 2 för uppdrag till de subantarktiska öarna och för oceanografis forskning i Indiska oceanen.
- Astrolabe för transport till och från Dumont d'Urville.